# Woodstock (New Hampshire)
Woodstock è un comune degli Stati Uniti d'America facente parte della contea di Grafton nello stato del New Hampshire.